# Liste der Gemeinden im Landkreis Stendal
Die Liste der Gemeinden im Landkreis Stendal gibt eine Übersicht über die 25 kleinsten Verwaltungseinheiten des Landkreises. Dabei handelt es sich um fünf Städte, fünf Hansestädte und fünfzehn Gemeinden.
Der Landkreis Stendal liegt im Nordosten des Landes Sachsen-Anhalt. Er entstand unter dem Namen Landkreis Östliche Altmark im Zuge der Kreisreform 1994 durch die Fusion der Kreise Havelberg, Osterburg und Stendal und eines Teils des Kreises Salzwedel. Noch im selben Jahr erhielt er seine heutige Bezeichnung. Von der Kreisreform 2007 blieb der Landkreis unberührt. Die aktuelle Verwaltungsgliederung besteht seit 2011.

## Beschreibung
Im Landkreis existieren drei Verbandsgemeinden:
- Verbandsgemeinde Arneburg-Goldbeck mit der Stadt Arneburg, der Hansestadt Werben (Elbe) und den Gemeinden Eichstedt (Altmark), Goldbeck (Verwaltungssitz), Hassel, Hohenberg-Krusemark, Iden und Rochau
- Verbandsgemeinde Elbe-Havel-Land mit der Stadt Sandau (Elbe) und den Gemeinden Kamern, Klietz, Schönhausen (Elbe) (Verwaltungssitz) und Wust-Fischbeck
- Verbandsgemeinde Seehausen (Altmark) mit der Hansestadt Seehausen (Altmark) (Verwaltungssitz) und den Gemeinden Aland, Altmärkische Höhe, Altmärkische Wische und Zehrental

Die Städte Bismark (Altmark), Tangerhütte und Tangermünde und die Hansestädte Havelberg, Osterburg (Altmark) und Stendal sind Einheitsgemeinden.
Die flächengrößten Kommunen des 2423,14 km² großen Landkreises sind die Städte Tangerhütte und Bismark (Altmark) mit 295 und 289 km². Zwei weitere Gemeinden sind über 200 km² groß, weitere zwei zwischen 200 und 100 km², elf zwischen 100 und 50 km², die übrigen sieben sind kleiner. Die kleinste Ausdehnung der Gemeinden des Landkreises haben mit 19 und 21 km² die Stadt Sandau (Elbe) und die Gemeinde Hassel.
Über ein Drittel der 106,538 Einwohner des Landkreises, nämlich 37,850, lebt in der Kreisstadt Stendal. Die übrigen Kommunen haben weniger als 12.000 Einwohner, drei von ihnen über 10.000, drei weitere zwischen 10.000 und 5.000, zwei zwischen 3.000 und 2.000, zehn zwischen 2.000 und 1.000. Die verbleibenden sechs Kommunen haben eine dreistellige Einwohnerzahl, die allerdings in allen Fällen knapp unter 1.000 liegt; so kommen die kleinsten Gemeinden des Landkreises, Iden und Altmärkische Wische, auf 726 und 831 Einwohner.
Die durchschnittliche Einwohnerdichte des Landkreises Stendal beträgt 44 Einwohner pro km². Die Kreisstadt Stendal ist mit 141 Einwohnern pro km² am dichtesten besiedelte Kommune des Landkreises, daneben liegt die Stadt Tangermünde mit 114 Einwohnern pro km² deutlich über dem Landkreisdurchschnitt. Ferner leben in drei Gemeinden zwischen 50 und 60 Einwohner pro km², in vier zwischen 49 und 40, in drei zwischen 39 und 30, in acht zwischen 29 und 20 und in fünf höchstens 19. Von ihnen sind die Kommunen Zehrental und Altmärkische Wische mit 11 und 12 Einwohnern pro km² am dünnsten besiedelt.

## Legende
- Gemeinde: Name der Gemeinde
- Verbandsgemeinde: Verbandsgemeinde, der die Gemeinde angehört
- Wappen: Wappen der Gemeinde
- Karte: Zeigt die Lage der Gemeinde im Landkreis Stendal
- Fläche: Fläche der Gemeinde in Quadratkilometern. In Klammern ist der Anteil an der Gesamtfläche des Landkreises angegeben.[1]
- Einwohner: Zahl der Menschen die in der Gemeinde leben. In Klammern ist der Anteil an der Gesamtbevölkerung des Landkreises angegeben. (Stand: 31. Dezember 2024)[1]
- EW-Dichte: Einwohnerdichte, gerechnet auf die Fläche der Verwaltungseinheit, angegeben in Einwohner pro km² (Stand: 31. Dezember 2024)
- Höhe: Höhe der namensgebenden Ortschaft in Meter über Normalnull
- Bild: Bild aus der jeweiligen Gemeinde

## Gemeinden
| Gemeinde                           | Verbandsgemeinde    | Wappen                                           | Karte                                                        | Fläche          | Einwohner       | EW-Dichte | Höhe | Bild                            |
| ---------------------------------- | ------------------- | ------------------------------------------------ | ------------------------------------------------------------ | --------------- | --------------- | --------- | ---- | ------------------------------- |
| Landkreis Stendal                  |                     | Wappen Landkreises Stendal                       | Lage des Landkreises Stendal in Sachsen-Anhalt               | 2.423,14        | 106,538         | 44        |      |                                 |
| Gemeinde Aland                     | Seehausen (Altmark) | Die Gemeinde Aland führt kein Wappen             | Lage der Gemeinde Aland im Landkreis Stendal                 | 92,35 (3,8 %)   | 1.304 (1,2 %)   | 14        | 17   | Herrenhaus Scharpenhufe         |
| Gemeinde Altmärkische Höhe         | Seehausen (Altmark) | Die Gemeinde Altmärkische Höhe führt kein Wappen | Lage der Gemeinde Altmärkische Höhe im Landkreis Stendal     | 98,90 (4,1 %)   | 1.737 (1,6 %)   | 18        | 32   |                                 |
| Gemeinde Altmärkische Wische       | Seehausen (Altmark) | Wappen Gemeinde Altmärkische Wische              | Lage der Gemeinde Altmärkische Wische im Landkreis Stendal   | 67,10 (2,8 %)   | 831 (0,8 %)     | 12        | 32   | Dorfkirche Wendemark            |
| Stadt Arneburg                     | Arneburg-Goldbeck   | Wappen Stadt Arneburg                            | Lage der Stadt Arneburg im Landkreis Stendal                 | 30,64 (1,3 %)   | 1.402 (1,3 %)   | 46        | 55   | Kirche St. Georg und Elbe       |
| Stadt Bismark (Altmark)            |                     | Wappen Stadt Bismark (Altmark)                   | Lage der Stadt Bismark (Altmark) im Landkreis Stendal        | 289,44 (11,9 %) | 7.660 (7,2 %)   | 26        | 55   | Goldene Laus                    |
| Gemeinde Eichstedt (Altmark)       | Arneburg-Goldbeck   | Wappen Gemeinde Eichstedt (Altmark)              | Lage der Gemeinde Eichstedt (Altmark) im Landkreis Stendal   | 32,82 (1,4 %)   | 835 (0,8 %)     | 25        | 34   | Dorfkirche Rindtorf             |
| Gemeinde Goldbeck                  | Arneburg-Goldbeck   | Die Gemeinde Goldbeck führt kein Wappen          | Lage der Gemeinde Goldbeck im Landkreis Stendal              | 26,85 (1,1 %)   | 1.350 (1,3 %)   | 50        | 26   | Katholische Kirche St. Bernhard |
| Gemeinde Hassel                    | Arneburg-Goldbeck   | Wappen Gemeinde Hassel                           | Lage der Gemeinde Hassel im Landkreis Stendal                | 20,57 (0,8 %)   | 896 (0,8 %)     | 44        | 35   |                                 |
| Hansestadt Havelberg               |                     | Wappen Hansestadt Havelberg                      | Lage der Hansestadt Havelberg im Landkreis Stendal           | 149,12 (6,2 %)  | 6.246 (5,9 %)   | 42        | 26   | Havelberger Dom St. Marien      |
| Gemeinde Hohenberg-Krusemark       | Arneburg-Goldbeck   | Wappen Gemeinde Hohenberg-Krusemark              | Lage der Gemeinde Hohenberg-Krusemark im Landkreis Stendal   | 63,45 (2,6 %)   | 1.128 (1,1 %)   | 18        | 31   | Kirchenruine Käcklitz           |
| Gemeinde Iden                      | Arneburg-Goldbeck   | Wappen Gemeinde Iden                             | Lage der Gemeinde Iden im Landkreis Stendal                  | 37,37 (1,5 %)   | 726 (0,7 %)     | 19        | 22   |                                 |
| Gemeinde Kamern                    | Elbe-Havel-Land     | Die Gemeinde Kamern führt kein Wappen            | Lage der Gemeinde Kamern im Landkreis Stendal                | 67,84 (2,8 %)   | 1.162 (1,1 %)   | 17        | 25   |                                 |
| Gemeinde Klietz                    | Elbe-Havel-Land     | Wappen Gemeinde Klietz                           | Lage der Gemeinde Klietz im Landkreis Stendal                | 66,46 (2,7 %)   | 1.401 (1,3 %)   | 21        | 32   | Kirche im Ortsteil Scharlibbe   |
| Hansestadt Osterburg (Altmark)     |                     | Wappen Hansestadt Osterburg (Altmark)            | Lage der Hansestadt Osterburg (Altmark) im Landkreis Stendal | 229,74 (9,5 %)  | 9.371 (8,8 %)   | 41        | 26   | Osterburger Altstadt            |
| Gemeinde Rochau                    | Arneburg-Goldbeck   | Wappen Gemeinde Rochau                           | Lage der Gemeinde Rochau im Landkreis Stendal                | 39,01 (1,6 %)   | 975 (0,9 %)     | 25        | 38   | Wehrkirche Rochau               |
| Stadt Sandau (Elbe)                | Elbe-Havel-Land     | Wappen Stadt Sandau (Elbe)                       | Lage der Stadt Sandau (Elbe) im Landkreis Stendal            | 18,58 (0,8 %)   | 796 (0,7 %)     | 43        | 27   | St. Laurentius                  |
| Gemeinde Schollene                 | Elbe-Havel-Land     | Wappen Gemeinde Schollene                        | Lage der Gemeinde Schollene im Landkreis Stendal             | 65,33 (2,7 %)   | 1.058 (1,0 %)   | 16        | 20   | Kirche im Ortsteil Molkenberg   |
| Gemeinde Schönhausen (Elbe)        | Elbe-Havel-Land     | Wappen Gemeinde Schönhausen (Elbe)               | Lage der Gemeinde Schönhausen (Elbe) im Landkreis Stendal    | 74,08 (3,1 %)   | 2.099 (2,0 %)   | 28        | 34   | Schloss Schönhausen II          |
| Hansestadt Seehausen (Altmark)     | Seehausen (Altmark) | Wappen Hansestadt Seehausen (Altmark)            | Lage der Hansestadt Seehausen (Altmark) im Landkreis Stendal | 107,01 (4,4 %)  | 4.554 (4,3 %)   | 43        | 23   | Beustertor                      |
| Hansestadt Stendal                 |                     | Wappen Hansestadt Stendal                        | Lage der Hansestadt Stendal im Landkreis Stendal             | 268,02 (11,1 %) | 37,850 (35,5 %) | 141       | 32   | Uenglinger Tor                  |
| Stadt Tangerhütte                  |                     | Wappen Stadt Tangerhütte                         | Lage der Stadt Tangerhütte im Landkreis Stendal              | 294,75 (12,2 %) | 10,108 (9,5 %)  | 34        | 38   | Neues Schloss                   |
| Kaiser- und Hansestadt Tangermünde |                     | Wappen Stadt Tangermünde                         | Lage der Stadt Tangermünde im Landkreis Stendal              | 89,87 (3,7 %)   | 10,212 (9,6 %)  | 114       | 43   | Historisches Rathaus            |
| Hansestadt Werben (Elbe)           | Arneburg-Goldbeck   | Wappen Hansestadt Werben (Elbe)                  | Lage der Hansestadt Werben (Elbe) im Landkreis Stendal       | 53,37 (2,2 %)   | 899 (0,8 %)     | 17        | 28   | Johanniskirche                  |
| Gemeinde Wust-Fischbeck            | Elbe-Havel-Land     | Wappen Gemeinde Wust-Fischbeck                   | Lage der Gemeinde Wust-Fischbeck im Landkreis Stendal        | 68,15 (2,8 %)   | 1.154 (1,1 %)   | 17        | 31   | Dorfkirche in Fischbeck         |
| Gemeinde Zehrental                 | Seehausen (Altmark) | Die Gemeinde Zehrental führt kein Wappen         | Lage der Gemeinde Zehrental im Landkreis Stendal             | 72,32 (3,0 %)   | 784 (0,7 %)     | 11        | 20   |                                 |